# Bob Maitland
Robert John Maitland, detto Bob (Birmingham, 31 marzo 1924 – Metz, 26 agosto 2010), è stato un ciclista su strada britannico.

## Palmarès
- Giochi olimpici

Londra 1948: argento nella corsa a squadre.